# أتيلا هورفاث
أتيلا هورفاث (بالمجرية: Horváth Attila)‏ (23 يناير 1971 في المجر - ) هو لاعب كرة قدم مجري معتزل في مركز الوسط. شارك مع منتخب المجر لكرة القدم. أما مع النوادي، فقد لعب مع أوستريا فيينا وزالايغيرزيغي تورنا إغيليت ونادي سانت بولتن ونادي مول فيدي ونادي مورة ‏.

## وصلات خارجية
- أتيلا هورفاث على موقع قاعدة بيانات كرة القدم.إي يو (الإنجليزية)
- أتيلا هورفاث على موقع ناشيونال فوتبول تيمز (الإنجليزية)